# Uherčice (okres Břeclav)
Uherčice (německy Auertschitz) jsou obec v okrese Břeclav v Jihomoravském kraji. Žije v nich přibližně 1 100 obyvatel.

## Název
Název se vyvíjel od varianty Vhricic a Vrsciz (1220), Auverchitz (1297), Aurcicz (1340), Aurzicz (1365), Aurčice (1459), Urcžitz (1633), Auertschitz (1673, 1718, 1720, 1751), Auerschitz a Uherczice (1846), Auerschitz a Uherčice (1872) až k podobě Uherčice v letech 1881 a 1924. Místní jméno je odvozeno od některého z osobních jmen Uherec či Uhřek. Pojmenování je rodu ženského, čísla pomnožného a genitiv zní Uherčic.

## Historie
První písemná zmínka o obci pochází z počátku 13. století. V roce 1220 se můžeme setkat s jejich jménem v podobě „ad Vhricic“ nebo v jiném prameni jsou uvedeny jako „villam Vrsciz“. Německou podobu jejich úředního jména Auerschitz máme doloženu poprvé k roku 1297. Ve 14. století ves držel vilémovský benediktinský klášter. V roce 1565 byly Uherčice v majetku rodu Žerotínů. Ti je v roce 1610 odprodali kardinálu Františkovi z Ditrichštejna. Tak byla ves až do roku 1848 spojena s mikulovským panstvím. Od roku 1850 náležely Uherčice k soudnímu okresu Hustopeče. Protože však ty byly 8. října 1938 okupovány a odtrženy od republiky, přešla jejich správa na sousední okres Židlochovice a později na politický okres Brno. Po osvobození 16. dubna 1945 a po obnově okresu Hustopeče se politická správa opět vrátila. Se zánikem tohoto okresu v roce 1960 se Uherčice staly součástí okresu Břeclav.

## Obyvatelstvo
Podle sčítání 1930 zde žilo v 280 domech 1210 obyvatel. 1197 obyvatel se hlásilo k československé národnosti a 6 k německé. Žilo zde 1208 římských katolíků a jeden příslušník Církve československé husitské.
| Rok            | 1869  | 1880  | 1890  | 1900  | 1910  | 1921  | 1930  | 1950  | 1961  | 1970  | 1980  | 1991  | 2001  | 2011  | 2021  |
| -------------- | ----- | ----- | ----- | ----- | ----- | ----- | ----- | ----- | ----- | ----- | ----- | ----- | ----- | ----- | ----- |
| Počet obyvatel | 1 162 | 1 131 | 1 213 | 1 202 | 1 234 | 1 244 | 1 210 | 1 099 | 1 195 | 1 109 | 1 080 | 1 034 | 1 010 | 1 029 | 1 073 |
| Počet domů     | 200   | 221   | 233   | 242   | 239   | 251   | 280   | 290   | 294   | 287   | 280   | 299   | 320   | 347   | 365   |

## Obecní symboly
Znak a vlajka byly obci uděleny rozhodnutím předsedy Poslanecké sněmovny Parlamentu České republiky dne 15. prosince 1998.

## Pamětihodnosti
- renesanční radnice čp. 32 z počátku 17. století, s půdorysnou dispozicí do L. V současnosti slouží jako obecní úřad a hospoda.
- kostel svatého Jana Křtitele, novogotický kostel z režného zdiva, vystavěný v letech 1894–1896
- zděná sloupková boží muka z konce 18. století na východním okraji obce
- socha svatého Jana Nepomuckého z druhé poloviny 18. století
- pomník obětem světových válek před kostelem
- Do správního území obce zasahuje část přírodní památky Hochberk.

## Galerie

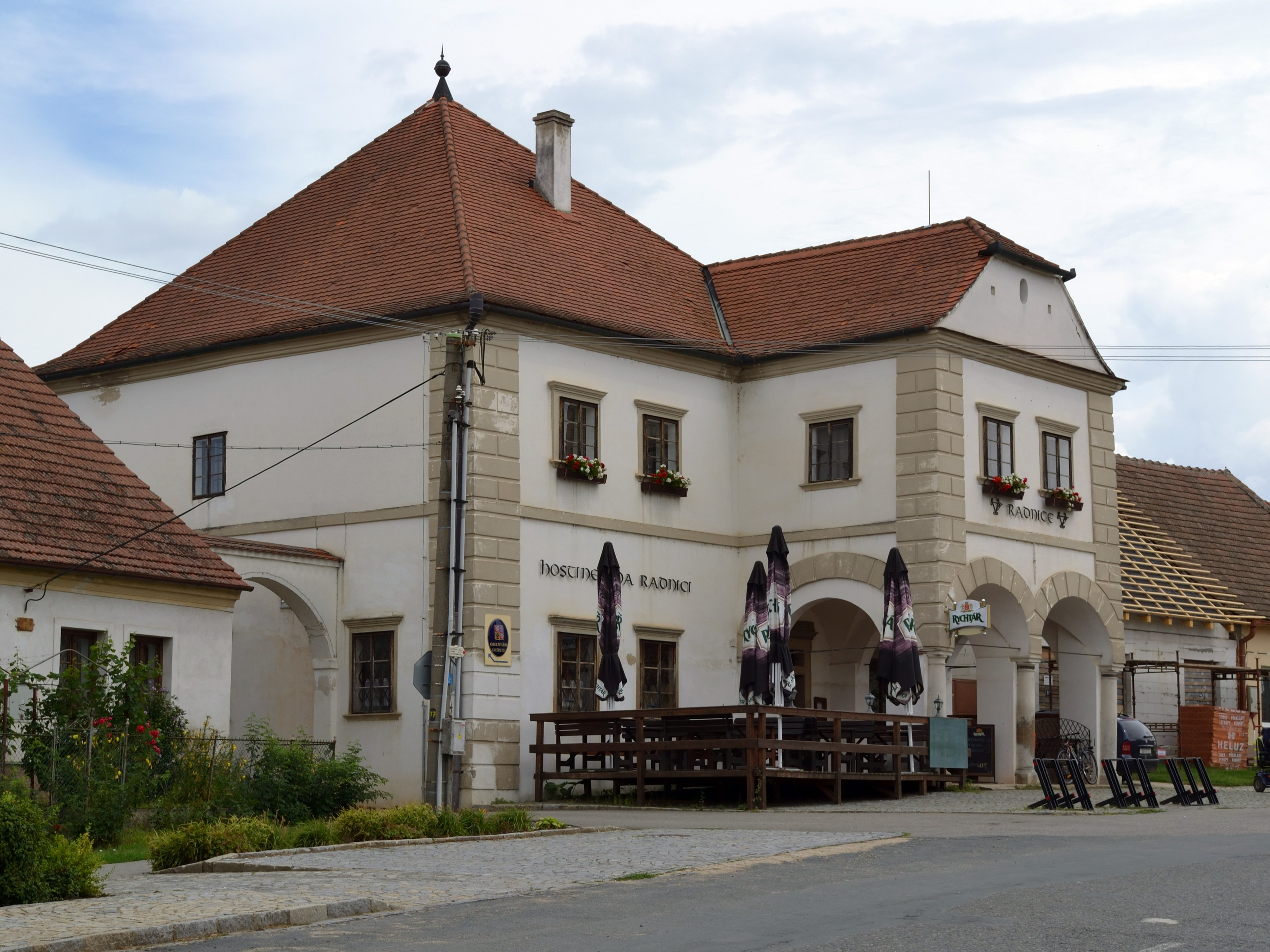
Renesanční radnice
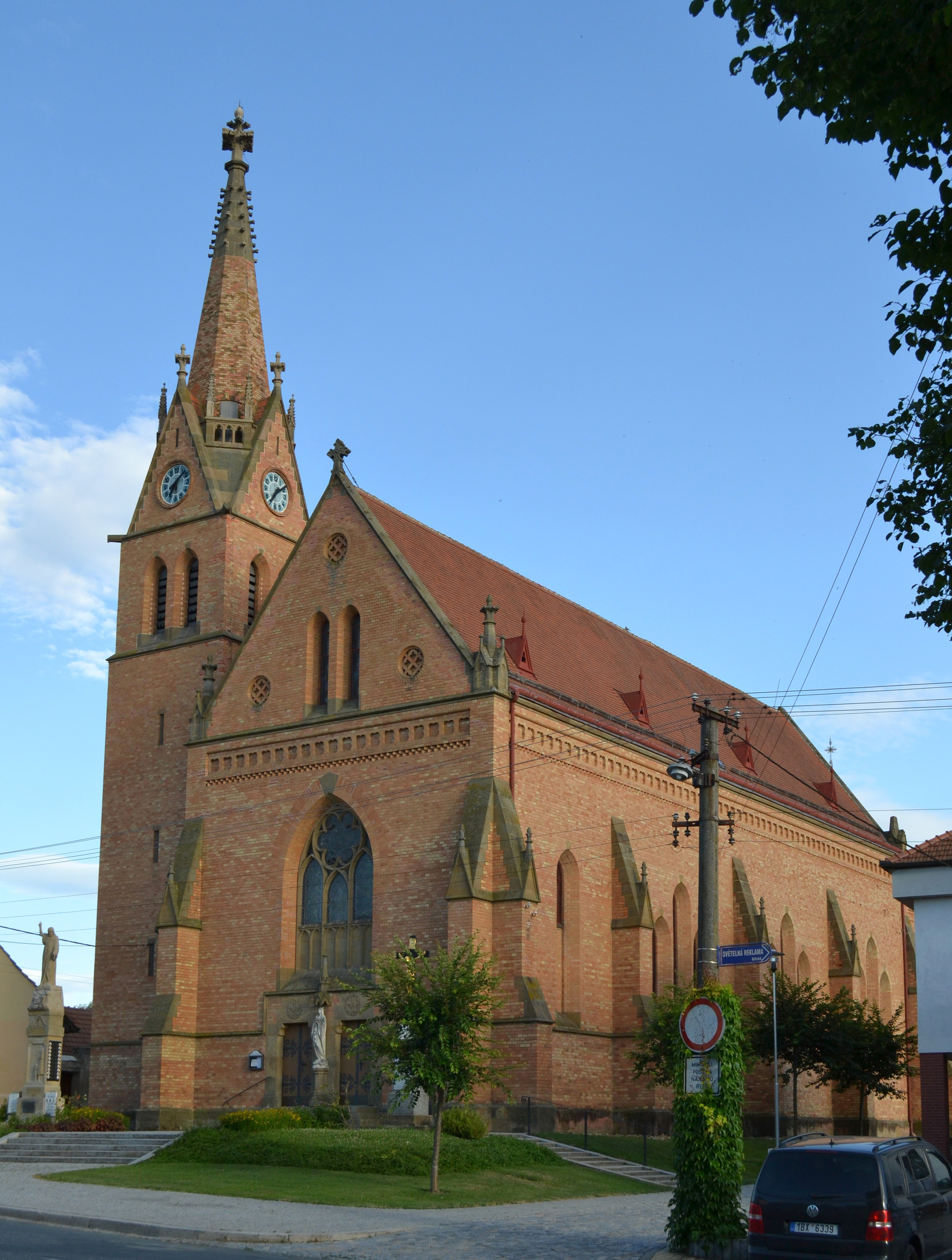
Kostel svatého Jana Křtitele
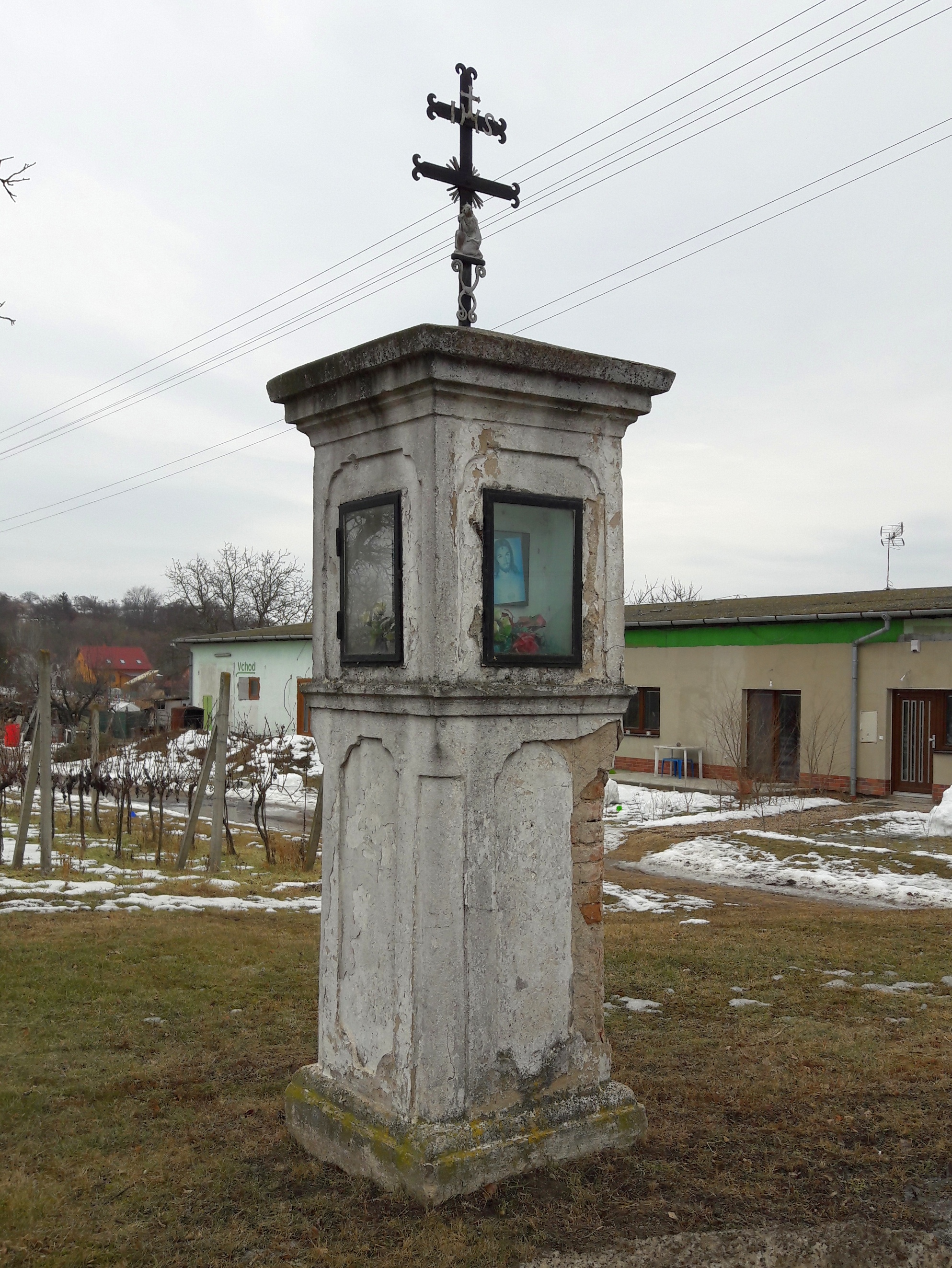
Boží muka
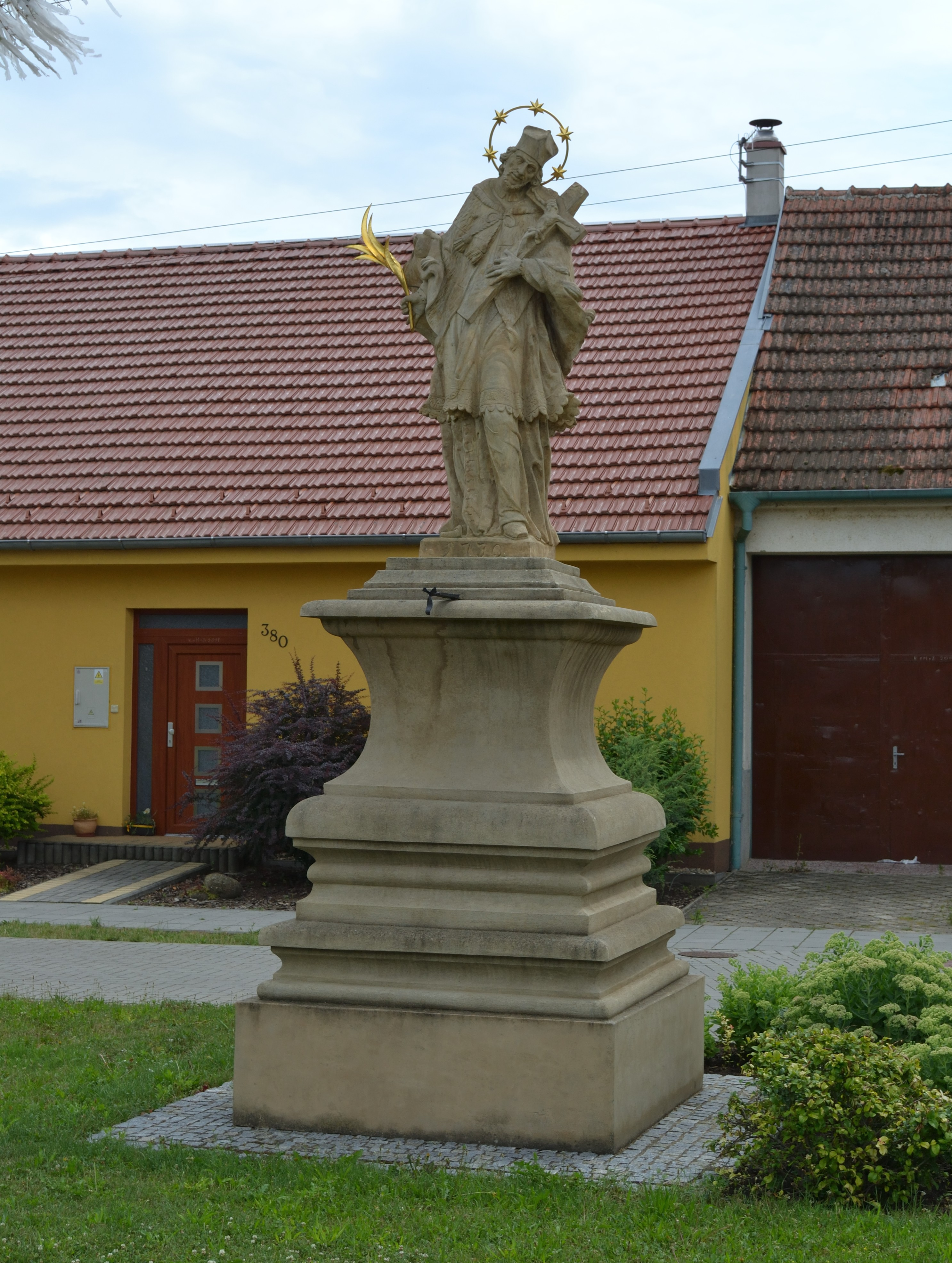
Socha svatého Jana Nepomuckého
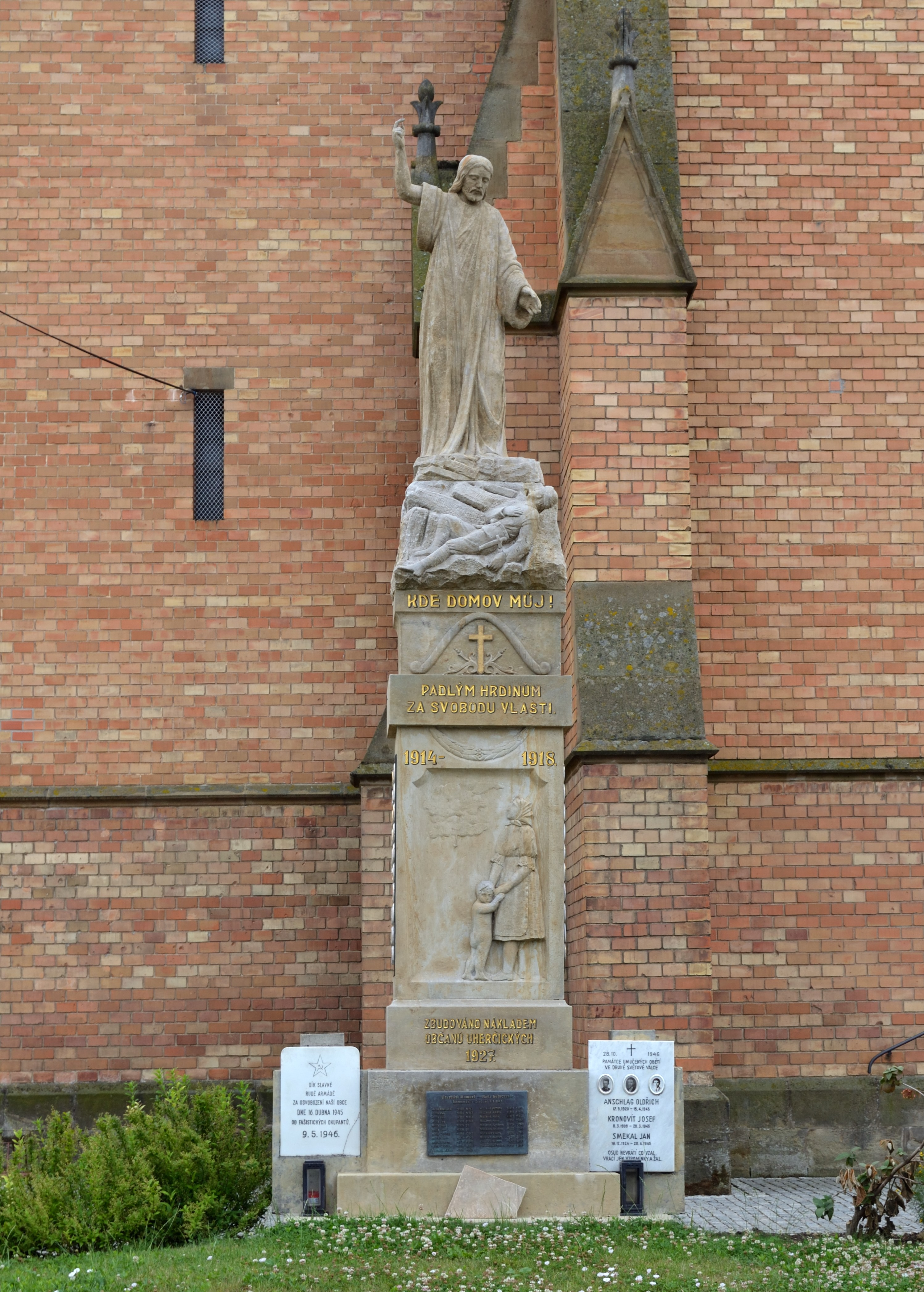
Pomník obětem světových válek